# (7314) Pevsner
(7314) Pevsner ist ein Asteroid des äußeren Hauptgürtels, der am 25. März 1971 von den niederländischen Astronomen Cornelis Johannes van Houten und Ingrid van Houten-Groeneveld im Rahmen der Ersten Trojanerdurchmusterung am Palomar-Observatorium (IAU-Code 675) auf dem Gipfel des  Palomar Mountain etwa 80 Kilometer nordöstlich von San Diego entdeckt wurde.
Der Himmelskörper wurde nach dem russischen Maler und Bildhauer Anton Pevsner (1884–1962) benannt, der wie sein Bruder Naum Gabo ein Künstler des Konstruktivismus war. 1920 verfasste er, zusammen mit seinem Bruder, das Realistische Manifest, das sie an die Mauer der Stadt plakatierten. Er war 1931 Gründungsmitglied der Künstlerbewegung Abstraction-Création in Paris und Teilnehmer der documenta 1 (1955) und der documenta II im Jahr 1959 in Kassel.
Der Asteroid gehört zur Themis-Familie, einer Gruppe von Asteroiden, die nach (24) Themis benannt wurde.